# Bug City
Bug City – polski komiks internetowy autorstwa Macieja Łazowskiego i Bartosza Szymkiewicza, opowiadający o przygodach owadów, którym zostały nadane ludzkie cechy, a więc zdolność do myślenia, charakter oraz inteligencja.
Komiks powstał w okresie od 16 marca 2006 roku do 24 stycznia 2008; liczy sto odcinków plus drukowana broszura Miasto Miłość Morderstwo. Większość odcinków stanowi odrębną, zamkniętą całość, choć czasami zdarzają się dłuższe, kilkuodcinkowe serie. Treść prezentowana jest w postaci kwadratowych plansz, składających się z czterech kadrów.
W marcu 2007 podczas Warszawskich Spotkań Komiksowych swoją premierę miał album "Bug City: Miasto, miłość, morderstwo". Na to wydanie złożyły się tytułowa, niepublikowana wcześniej kilkunastostronicowa historia oraz kilkanaście znanych wcześniej z Internetu plansz.

## Bohaterowie
Bohaterami Bug City są:
- Osa – porywcza prostytutka
- Motyl – alfons Osy, diler narkotyków, zleceniodawca Biedrona
- Biedron – ograniczony intelektualnie dresiarz, ochroniarz Motyla
- Żaba – szef Motyla
- Mrówy – dwaj koledzy, palą marihuanę, raperzy ubierający się tak samo jak Chuck D i Flavor Flav z Public Enemy
- Patyczak – mistrz kamuflażu, zażywa kokainę, sąsiad Żuka
- Pasikonik – lekko zwariowany bohater posiadający artystyczną duszę, platonicznie zakochany w Osie
- Żuk – niewidomy muzyk jazzowy w "Restauracji Pod Sikającym Psem"
- Pająk – alkoholik, nie chce wyjść z nałogu, gej
- Karaluch – nowa postać, pojawiła się w 78. odcinku komiksu

Gościnnie wystąpili:
- Pszczółka Maja (odcinek 22.)
- Gucio (odcinek 22.)
- Autorzy komiksu (odcinki 30., 50., 70.)
- Cyganka (odcinek 60. i 78.)